# Hoofstad

Hoofstad (Capitale en Afrikaans) était un quotidien national du soir d'Afrique du Sud publié à Pretoria. Quotidien en langue afrikaans, proche du courant conservateur du parti national (Afrique du Sud), il fut dirigé notamment par Andries Treurnicht de 1967 à 1971. 
En coopération avec Voortrekker Pers, le groupe Afrikaanse Pers lança la publication d'Hoofstad en 1967. Le rédacteur en chef, choisi par le premier ministre John Vorster, est alors Andries Treurnicht, un pasteur de l'église réformée hollandaise et étoile montante du nationalisme afrikaner. 
Hoofstad a cessé d'être publié en 1983 à la suite de la réorganisation des titres du groupe de presse Perskor au Transvaal. Son alter ego du matin, Oggenblad, cessa également d'être publié. Les deux titres furent remplacés par Die Transvaler et Die Vaderland, jusque-là publiés à Johannesbourg. 